# Črešnjevec ob Bistrici
Črešnjevec ob Bistrici – wieś w Słowenii, w gminie Bistrica ob Sotli. W 2018 roku liczyła 80 mieszkańców.